# Масала (чай)
Чай Масала (буквально «чай зі суміші спецій») — традиційний індійський напій, який готується на основі чаю та суміші пахучих індійських спецій і трав (ця суміш, власне, і називається «масала»).
Єдиного способу приготування Масала-чаю не існує. Проте всі рецепти базуються на використанні чотирьох обов'язкових складників: чорного чаю, підсолоджувача, молока та спецій.
Термін чай походить від китайського слова ча через гінді чай (चाय). Англійською мовою цей пряний чай зазвичай називають чайним чаєм або просто чаєм. Цей напій, що походить з Індії, набув популярності у всьому світі, ставши частиною багатьох кав'ярень і чайхан, де багато хто використовує термін «чай лате» або «чай лате з чаєм» для своєї версії, щоб вказати, що він виготовлений із пареного молока, дуже схожий на той, який використовують для приготування кави лате, але змішаний із спеціальним концентратом чаю замість еспресо.

## Історія
Чай був завезений до Індії англійцями як популярний напій. Чайні рослини росли в дикому вигляді в регіоні Ассам із давніх часів, але історично склалося так, що індійці вважали чай рослинними ліками, а не розважальним напоєм.
У 1830-х роках Британська Ост-Індська компанія була стурбована китайською монополією на чай, яка становила більшу частину її торгівлі та підтримувала величезне споживання чаю у Великобританії приблизно 1 фунт (0,45 кг) на людину на рік. Британські колоністи нещодавно помітили існування асамських чайних рослин і почали вирощувати чайні плантації на місці. 1870 року більше 90 % чаю, який споживали у Великій Британії, все ще було китайського походження, але до 1900 року ця частка впала до 10 %, переважно замінена чаєм, вирощеним в Індії (50 %) і на Цейлоні (33 %).
Однак споживання чорного чаю в Індії залишалося низьким до рекламної кампанії Індійської чайної асоціації на початку 20-го століття, яка заохочувала фабрики, шахти та текстильні фабрики надавати своїм працівникам перерви на чай. Він також підтримував багато незалежних chaiwalas у всій зростаючій залізничній системі.
Чай пропагувався в індійському стилі з додаванням невеликої кількості молока та цукру. Індійська чайна асоціація спочатку не схвалювала тенденцію незалежних продавців додавати спеції та значно збільшувати пропорції молока та цукру, таким чином зменшуючи використання (і, отже, купівлю) чайного листя на об'єм рідини. Однак пізніше чай міцно закріпився як популярний напій.

## Інгредієнти

### Чай
Чорний чай зазвичай використовують як основу для більшості рецептів чаю. Найпоширенішим видом чорного чаю є Ассам; однак можна використовувати суміш різних варіацій чаю. Ассам, Дарджілінг і Нілгірі є трьома найпоширенішими видами чаю в Індії.

### Спеції

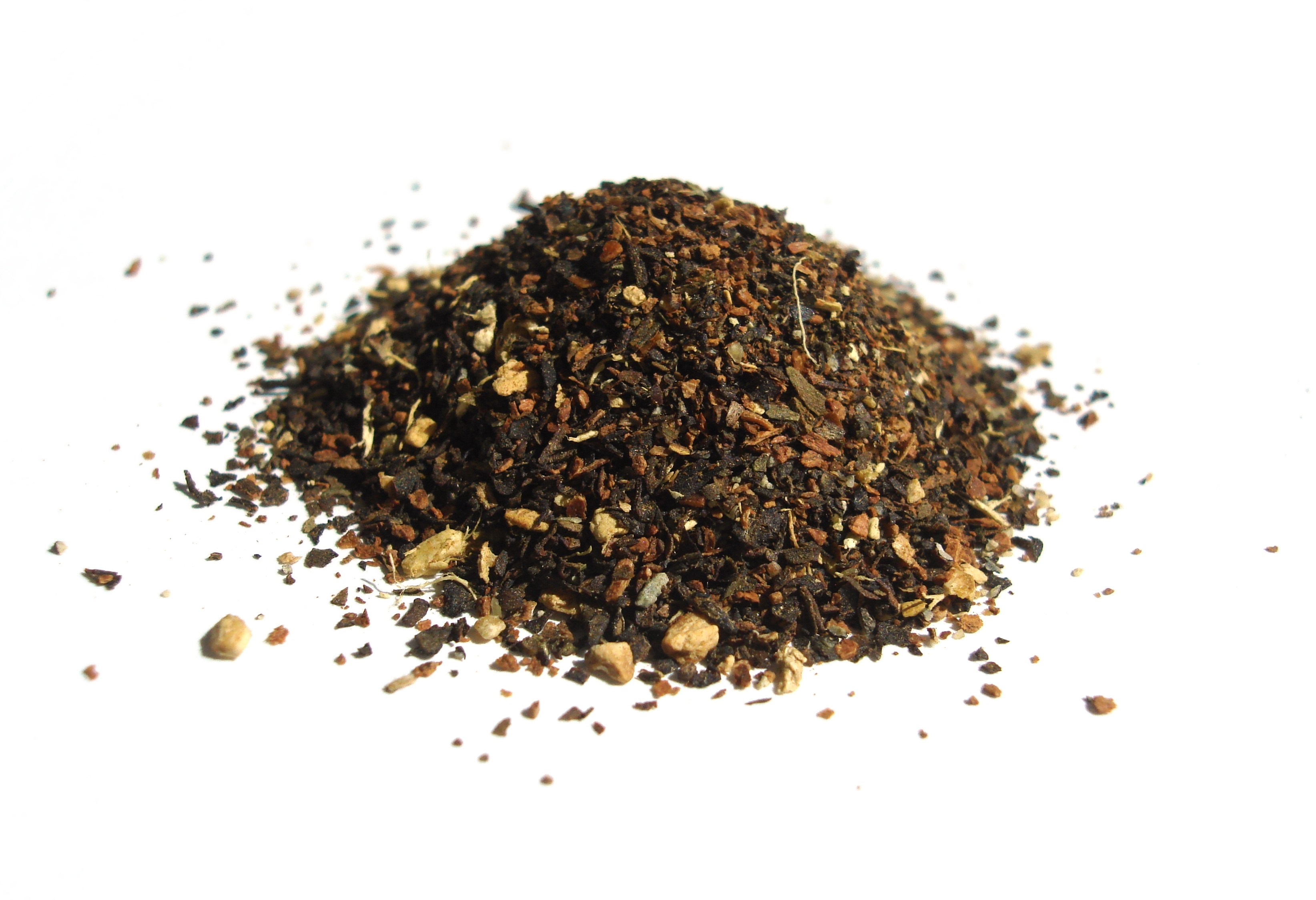
Спеції та нарізане листя чаю

Традиційний масала-чай — це напій із спеціями, зварений із різними пропорціями зігріваючих спецій. Суміш спецій, яка називається карга, складається з меленого імбиру та зелених стручків кардамону. До цієї карги зазвичай додають інші спеції, включаючи корицю, бад'ян, насіння фенхелю, горошини чорного перцю, мускатний горіх, гвоздику, насіння кардамону, корінь імбиру, мед, ваніль та інші спеції.
Масала-чай у західній Індії часто не містить гвоздики та чорного перцю. У регіоні Бхопал до чаю часто додають невелику кількість солі. Кашмірська версія чаю заварюється із зеленим чаєм замість чорного чаю та містить тоншу суміш спецій із дрібкою солі. Цей варіант трохи пікантний і має рожевий колір через додавання харчової соди.

### Молоко
Традиційно в Індії молоко буйвола використовують для приготування чаю. Незважаючи на те, що незбиране молоко зазвичай використовують для масала чаю, альтернативне молоко, як-то соєве або знежирене молоко, також можна використовувати.

### Підсолоджувач
Білий цукор, коричневий цукор, цукор Демерара або мед можна використовувати як підсолоджувач для чаю. Джаггері також можна використовувати як підсолоджувач.

## Спосіб приготування
Найпростіший традиційний спосіб приготування Масала-чаю — прокип'ятити суміш молока чи води з листковим чаєм, підсолоджувачем та сумішшю спецій.
Перед споживанням чайне листя та спеції відділяють від рідини.
Рецепти приготування чаю можуть різнитися, відповідно до традицій та/чи смаків якоїсь родини або регіону.

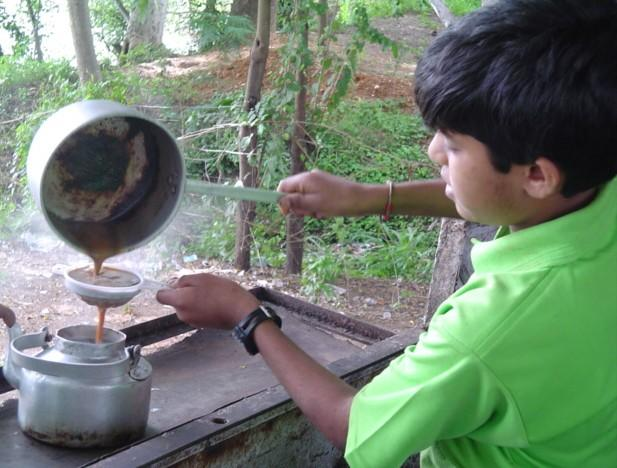
Хлопчик з Майсуру (Індія) готує Масала-чай.

Наприклад, дехто змішує усі складники з самого початку, доводить до кипіння, а потім негайно відціджує та подає; інші ж можуть давати складникам покипіти на маленькому вогні трохи довше або ж кип'ятять лише чайні листки, а спеції додають наприкінці (чи навпаки).